# Scottish Mussel
Scottish Mussel es una película de comedia de 2015, escrita, dirigida y producida por Talulah Riley que gira en torno a la vida de un criminal de Glasgow, Ritchie (Martin Compston), que se interesa por la caza furtiva de mejillones perla de agua dulce en los ríos de las Tierras Altas de Escocia. Durante el curso de su empresa criminal, se enamora de Beth, interpretada por Riley, una conservacionista de Inglaterra.

## Sinopsis
Beth es una conservacionista de clase alta que está en Escocia para proteger el mejillón perla de agua dulce de los cazadores furtivos que abren los mejillones y los matan para sacar las perlas que contienen. Ritchie se enamora de Beth cuando la ve emerger de un río en bikini. A partir de entonces, le resulta más difícil participar en la caza furtiva ilegal de perlas y poco a poco comienza a conocer toda la vida silvestre de la zona para acercarse a Beth. Contra esto, deben luchar contra los criminales de Glasgow y los mafiosos ucranianos.

## Reparto
- Martin Compston como Ritchie
- Talulah Riley como Beth
- Morgan Watkins como Ethan
- Joe Thomas como Danny
- Paul Brannigan como Fraser
- Emun Elliott como Leon
- James Dreyfus como director
- Rachael Stirling como Miss Pringle
- Marianna Palka como Fiona
- Camille Coduri como tía Nettie
- Steven O'Donnell como Gavin
- Neil Greig Fulton como Murray
- Ryan Gage como Ramsey
- Rufus Hound como PC Dougie
- Russell Kane como Sinclair
- Harry Enfield como Bill[3]

## Producción
La película está ambientada en la región de las Tierras Altas de Escocia, pero la mayor parte de la producción se filmó en Dunoon y sus alrededores, en Argyll y Bute, con algunas escenas filmadas en Glasgow.